# Ceatîr-Tau
Ceatîr-Tau (în  rusă Чатыр-Тау, în tătară Șatior-Gora) este o rezervație naturală de stat de importanță regională cu caracter complex, unul dintre cele mai înalte locuri ale Republicii Tatarstan. Punctul cel mai înalt are altitudinea de 321,7 m, iar pantele crestei se află la o distanță de 7 km de orașul Aznakaevo.
Ceatîr-Tau este desemnat deseori pe hărțile geografice ca o creastă montană (singura de acest fel din Tatarstan), dar prin originea sa este un platou înalt, adică peisajul a luat forma unei creste nu datorită ridicărilor scoarței terestre ca urmare a mișcărilor tectonice, ci în urma eroziunii văilor înconjurătoare.

## Faună

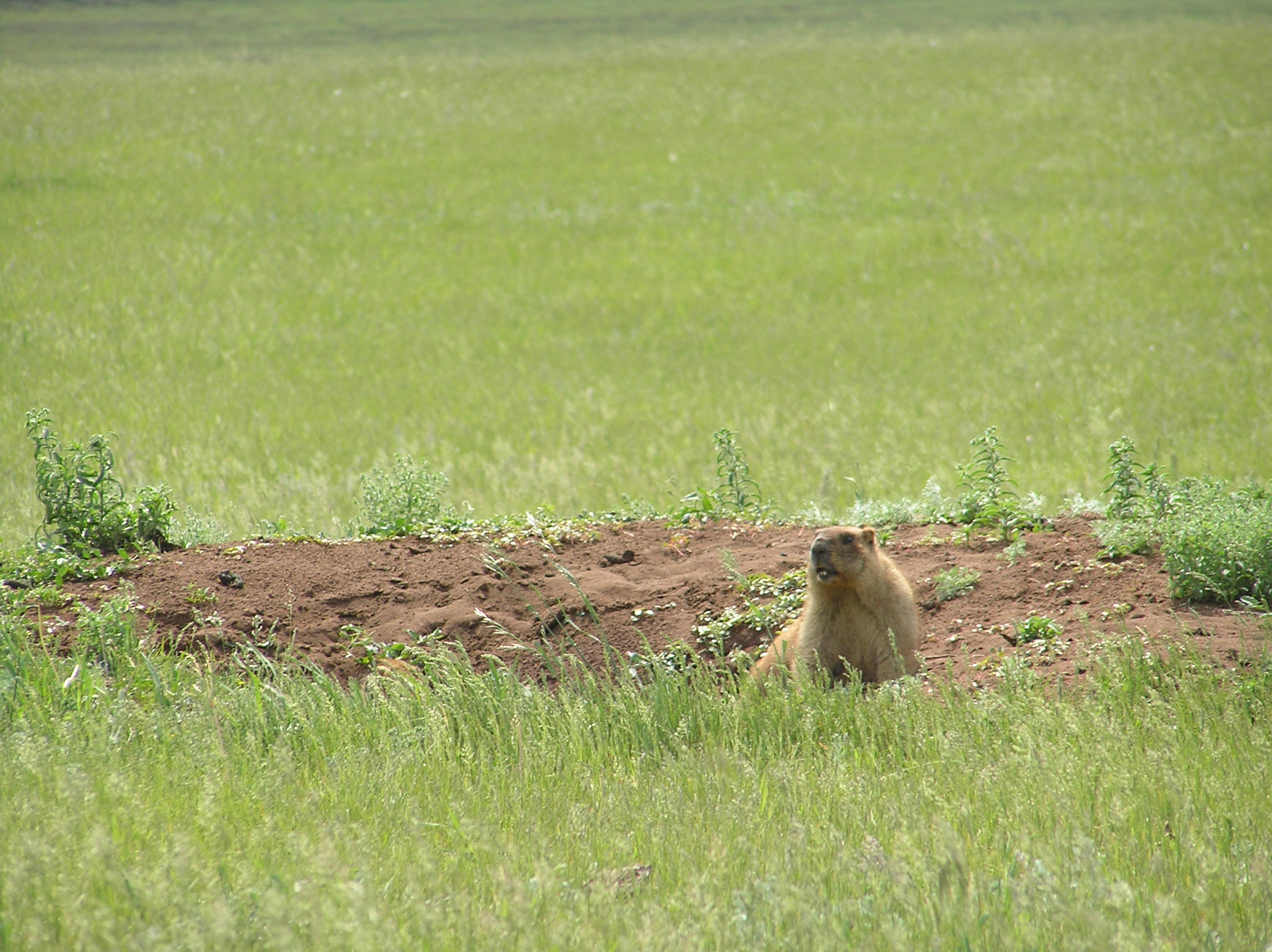
Ceatîr-Tau. Marmote

La poalele pantei și în pârâurile din zonă trăiesc mai multe colonii de rozătoare: marmote de stepă (bobac), cârtițe comune (Ellobius talpinus), hamsteri Eversmann (Allocricetulus eversmanni), grivani cenușii (Cricetulus migratorius) și lemingi de stepă (Lagurus lagurus), iar Ceatîr-Tau este granița de nord a habitatului lor.

## Istorie
În secolul al XVIII-lea a fost extras cuprul de pe versanții acestei creste. Peter Simon Pallas, care a trecut pe aici în 1772, a scris: „După 10 verste de la Cealpa am ajuns la un cătun și la râul Sugoiat, care curge prin straturi de calcar, între maluri de nămol roșiatic. Tătari din Ufa și Kazan locuiesc aici și au o moschee în sat. Puțin mai departe am ajuns la Sugoiatul Mic și apoi la Sapei aul, într-un sat tătar mare cu o moschee la râul Verdșcel, care își are numele de la un anumit bașchir, ai cărui descendenți locuiesc încă acolo. În această țară, pe partea stângă a drumului, iar din satul menționat direct spre est, este vizibil un munte șistos înalt, care se înalță falnic către Ceatîr-Tau...” În ciuda unei furtuni puternice, Pallas a urcat pe vârful crestei și a vizitat una dintre minele de cupru situate pe versanți.
Ceatîr-Tau este o rezervație naturală de stat cu caracter complex conform Hotărârii nr. 353 a Consiliului de Miniștri al Republicii Tatarstan din 18 iulie 2005 „Cu privire la aprobarea dispozițiilor privind instituirea rezervației naturale de stat cu caracter complex «Ceatîr-Tau»”.
Versanții vestici ai platoului Ceatîr-Tau conțin numeroase galerii miniere. 57 de galerii miniere au fost incluse în cadastru; au fost observate câteva zeci de doline, jgheaburi miniere și puțuri de explorare. Într-unul din aceste locuri, situat în zona de pădure, a fost descoperită o intrare deschisă, dar destul de umedă, în galeriile miniere.
Potrivit legendei, Emelian Pugaciov a stat cu armata sa pe acest munte; există legende cu privire la existența pe vârful crestei a unei peșteri în care a fost găsit un arsenal de arme vechi.
Pantele dealului Ceatîr-Tau sunt populare în rândul parapantiștilor.